# ダグ・ヴィニー
ダグ・ヴィニー（Doug Viney、1976年11月20日 - ）は、ニュージーランドの男性キックボクサー、プロボクサー。オークランド出身。シティ・キックボクシング主宰。

## 来歴
2004年8月、アテネオリンピックにボクシングスーパーヘビー級トンガ代表として出場。1回戦敗退。
2007年8月11日、K-1 WORLD GP 2007 IN LAS VEGASで行われた世界最終予選のリザーブファイトでモハメッド"モー"ファウジーに右アッパーでKO勝ち。1回戦を勝ち抜いたリック・チークが足の負傷により棄権、チークに負けたイマニー・リーもKO負けのためストップがかかったため、ヴィニーが準決勝に進出し、チーム・セフォーの同門であるアレキサンダー・ピチュクノフと対戦、判定勝ち。決勝でもザビット・サメドフに判定勝ちを収めK-1史上初となるリザーバーからのトーナメント優勝を果たし、WORLD GPへの切符を手に入れた。
2007年9月29日、K-1 WORLD GP 2007 IN SEOUL FINAL16でGP1回戦をバダ・ハリと対戦し、右ストレートでKO負け。

## 戦績
| キックボクシング 戦績 | キックボクシング 戦績 | キックボクシング 戦績 | キックボクシング 戦績 | キックボクシング 戦績 | キックボクシング 戦績 | キックボクシング 戦績 |
| --------------------- | --------------------- | --------------------- | --------------------- | --------------------- | --------------------- | --------------------- |
| 27 試合               | (T)KO                 | 判定                  | その他                | 引き分け              | 無効試合              |                       |
| 19 勝                 | 9                     |                       |                       | 0                     | 0                     |                       |
| 8 敗                  |                       |                       |                       | 0                     | 0                     |                       |

| 勝敗 | 対戦相手                     | 試合結果                   | 大会名                                                           | 開催年月日     |
| ×    | セバスチャン・チオバヌ       | 3R終了 判定0-3             | Local Kombat 33                                                  | 2009年4月12日  |
| ○    | エルハン・デニス             | 判定                       | Noc Bojovnikov 5                                                 | 2008年9月12日  |
| ×    | ザビット・サメドフ           | 3R終了 判定0-3             | K-1 WORLD GP 2008 IN AMSTERDAM 【EUROPE GP 準々決勝】            | 2008年4月26日  |
| ×    | バダ・ハリ                   | 2R 1:23 KO（右ストレート） | K-1 WORLD GP 2007 IN SEOUL FINAL16 【1回戦】                     | 2007年9月29日  |
| ○    | ザビット・サメドフ           | 3R終了 判定3-0             | K-1 WORLD GP 2007 IN LAS VEGAS 【世界最終予選 決勝】             | 2007年8月11日  |
| ○    | アレキサンダー・ピチュクノフ | 3R終了 判定3-0             | K-1 WORLD GP 2007 IN LAS VEGAS 【世界最終予選 準決勝】           | 2007年8月11日  |
| ○    | モハメッド"モー"ファウジー   | 1R 2:08 KO（右アッパー）   | K-1 WORLD GP 2007 IN LAS VEGAS 【世界最終予選 リザーブファイト】 | 2007年8月11日  |
| ×    | ブレクト・ウォリス           | 3R 0:56 KO                 | K-1 Romania 【1回戦】                                            | 2007年5月4日   |
| ○    | ピーター・グラハム           | 判定                       | K-1 OCEANIA CIRCUIT ROUND3                                       | 2006年11月18日 |
| ×    | ゴルダン・ユキッチ           | KO                         | K-1 FINAL FIGHT                                                  | 2003年9月12日  |
| ×    | ゴルダン・ユキッチ           | KO                         | LOADS OF THE RING                                                | 2003年4月11日  |
| ×    | ジェイソン・サティー         | 3R KO                      | K-1 MAX NEW ZEALAND 【決勝】                                     | 2002年11月8日  |
| ○    | アンドリュー・ペック         | 判定                       | K-1 MAX NEW ZEALAND 【準決勝】                                   | 2002年11月8日  |
| ○    | オリバー・ツイサフィア       | 3R KO                      | K-1 MAX NEW ZEALAND 【1回戦】                                    | 2002年11月8日  |
| ×    | アンドリュー・ペック         | 1R 1:38 KO                 | K-1 WORLD GP 2002 世界地区予選 メルボルン大会 【準決勝】         | 2002年2月18日  |
| ○    | クリス・クリソポリディス     | 2R 2:59 TKO                | K-1 WORLD GP 2002 世界地区予選 メルボルン大会 【1回戦】          | 2002年2月18日  |
| ○    | ロニー・セフォー             | -                          | K-1 NEW ZEALAND 【決勝】                                         | 2001年7月21日  |
| ○    | オークランド・アウミタギ     | TKO                        | K-1 NEW ZEALAND 【準決勝】                                       | 2001年7月21日  |
| ○    | ディオン・クロウチ           | KO                         | K-1 NEW ZEALAND 【1回戦】                                        | 2001年7月21日  |

## 獲得タイトル
- K-1 WORLD GP 2007 IN LAS VEGAS 世界最終予選 優勝（2007年）